# 오언 쿠퍼
오웬 쿠퍼(영어: Owen Cooper, 2009년 ~ )는 영국의 배우이다. 넷플릭스 드라마 《소년의 시간》에서 체포된 소년 제이미 역으로 데뷔하여 이름을 알렸다.
2025년 중 BBC 시트콤 드라마 <Film Club>에 Callum 역으로 출연할 예정이다.
2026년 2월 14일 개봉하는 <Wuthering Heights>에 어린 Heathcliff 역으로 출연할 예정이다.

## 출연작 목록

### TV 드라마
- 소년의 시간(2025) - 제이미 밀러 역
- 필름 클럽 (Film Club, 미정) - 캘럼 역

### 영화
- 폭풍의 언덕 - 히스클리프 역